# Нерлей
Нерле́й (рос. Нерлей, ерз. Нерлей) — село у складі Беликоберезниківського району Мордовії, Росія. Входить до складу Перміського сільського поселення.

## Населення
Населення — 20 осіб (2010; 40 у 2002).
Національний склад (станом на 2002 рік):
- росіяни — 95 %